# Landkreis Weißenburg in Bayern
Der Landkreis Weißenburg in Bayern, amtlich Landkreis Weißenburg i.Bay., gehörte zum bayerischen Regierungsbezirk Mittelfranken. Vor dem Beginn der bayerischen Gebietsreform am Anfang der 1970er Jahre umfasste der Landkreis 66 Gemeinden.

## Geographie

### Wichtige Orte
Die größten Orte waren Treuchtlingen, Pappenheim, Pleinfeld und Ellingen.

### Nachbarkreise
Der Landkreis grenzte Anfang 1972 im Uhrzeigersinn im Norden beginnend an die Landkreise Schwabach, Hilpoltstein, Eichstätt, Donauwörth und Gunzenhausen.
Mitten in diesem ehemaligen Landkreis lag die kreisfreie Stadt Weißenburg in Bayern als Enklave.

## Geschichte

### Bezirksamt
Das Bezirksamt Weißenburg wurde im Jahr 1862 durch den Zusammenschluss der Landgerichte älterer Ordnung Ellingen, Pappenheim und Weißenburg (einschließlich der Stadt Weißenburg) gebildet. Am 16. Juli 1863 schied die Stadt Weißenburg aus dem Bezirksamt aus.
Anlässlich der Reform des Zuschnitts der bayerischen Bezirksämter erhielt das Bezirksamt Weißenburg in Bayern am 1. Januar 1880 Gemeinden des Bezirksamtes Neumarkt in der Oberpfalz.

### Landkreis
Am 1. Januar 1939 wurde wie sonst überall im Deutschen Reich die Bezeichnung Landkreis eingeführt. So wurde aus dem Bezirksamt der Landkreis Weißenburg in Bayern.
Am 1. April 1940 wurde die kreisfreie Stadt Weißenburg in Bayern in den Landkreis eingegliedert. Dies wurde jedoch am 1. April 1949 wieder rückgängig gemacht.
Am 1. Juli 1972 wurden dem Landkreis Weißenburg in Bayern im Zuge der Gebietsreform in Bayern die bis dahin kreisfreie Stadt Weißenburg und der größte Teil des ebenfalls aufgelösten Landkreises Gunzenhausen zugeschlagen. Die Gemeinde Mühlstetten wechselte aus dem Landkreis Weißenburg in den Landkreis Roth. Am 1. Mai 1973 erhielt der neue Landkreis seine heutige Bezeichnung Landkreis Weißenburg-Gunzenhausen.

## Einwohnerentwicklung
| Jahr | Einwohner | Quelle |
| ---- | --------- | ------ |
| 1864 | 23.351    | [ 6 ]  |
| 1885 | 27.310    | [ 7 ]  |
| 1900 | 27.588    | [ 8 ]  |
| 1910 | 28.541    | [ 8 ]  |
| 1925 | 28.885    | [ 9 ]  |
| 1939 | 36.712    | [ 10 ] |
| 1950 | 39.432    | [ 11 ] |
| 1960 | 36.000    | [ 12 ] |
| 1971 | 38.400    | [ 13 ] |

## Politik

### Bezirksamtsvorstände (bis 1938) und Landräte (ab 1939)
- 1913–1931 Georg Baer
- 1931–1933 Hermann Heller
- 1933–1936 Karl Gottfried Hahn
- 1937–1940 Bruno Senninger
- 1940–1945 Richard Heinz
- nach dem Zweiten Weltkrieg Ludwig Thumshirn (von den Amerikanern eingesetzt)
- 1959–1959: Fritz Staudinger
- 1959–1973: Georg Hofmann, CSU

## Gemeinden
Kursiv gesetzte Orte sind noch heute selbständige Gemeinden. Bei heute nicht mehr selbständigen Orten ist vermerkt, zu welcher Gemeinde sie heute gehören. Die meisten Gemeinden des ehemaligen Landkreises gehören heute zum Landkreis Weißenburg-Gunzenhausen, andernfalls ist es ebenfalls vermerkt.

Landkreis Weißenburg in Bayern, Gemeindegrenzenkarte von 1961

| Städte 1. Ellingen 2. Pappenheim 3. Treuchtlingen Märkte 1. Nennslingen 2. Pleinfeld 3. Stopfenheim (Stadt Ellingen) | Weitere Gemeinden 1. Alesheim 2. Allmannsdorf (Markt Pleinfeld) 3. Bechthal (Gemeinde Raitenbuch) 4. Bergen 5. Bieswang (Stadt Pappenheim) 6. Bubenheim (Stadt Treuchtlingen) 7. Büttelbronn (Gemeinde Langenaltheim) 8. Burgsalach 9. Dettenheim (Stadt Weißenburg in Bayern) 10. Dietfurt (Stadt Treuchtlingen) 11. Dorsbrunn (Markt Pleinfeld) 12. Emetzheim (Stadt Weißenburg in Bayern) 13. Eßlingen (Gemeinde Solnhofen) 14. Ettenstatt 15. Fiegenstall (Gemeinde Höttingen) 16. Geislohe (Stadt Pappenheim) 17. Gersdorf (Gemeinde Nennslingen) 18. Geyern (Gemeinde Bergen) 19. Göhren (Stadt Pappenheim) 20. Graben (Stadt Treuchtlingen) 21. Grönhart (Stadt Treuchtlingen) 22. Gundelsheim an der Altmühl (Gemeinde Theilenhofen) 23. Haag bei Treuchtlingen (Stadt Treuchtlingen) 24. Haardt (Stadt Weißenburg in Bayern) 25. Holzingen (Stadt Weißenburg in Bayern) 26. Höttingen 27. Hundesdorf (Gemeinde Ettenstatt) 28. Indernbuch (Gemeinde Burgsalach) 29. Kaltenbuch (Gemeinde Bergen) 30. Kattenhochstatt (Stadt Weißenburg in Bayern) 31. Langenaltheim 32. Mannholz (Markt Pleinfeld) 33. Massenbach (Stadt Ellingen) 34. Mischelbach (Markt Pleinfeld) 35. Mühlstetten (Gemeinde Röttenbach, Lk. Roth) 36. Neudorf (Stadt Pappenheim) 37. Oberhochstatt (Stadt Weißenburg in Bayern) 38. Ochsenhart (Stadt Pappenheim) 39. Osterdorf (Stadt Pappenheim) 40. Pfraunfeld (Gemeinde Burgsalach) 41. Raitenbuch 42. Ramsberg (Markt Pleinfeld) 43. Rehlingen (Gemeinde Langenaltheim) 44. Reuth am Wald (Gemeinde Raitenbuch) 45. Reuth unter Neuhaus (Gemeinde Ettenstatt) 46. Rothenstein (Stadt Weißenburg in Bayern) 47. Sankt Veit (Markt Pleinfeld) 48. Schambach (Stadt Treuchtlingen) 49. Solnhofen 50. Stirn (Markt Pleinfeld) 51. Störzelbach (Gemeinde Alesheim) 52. Suffersheim (Stadt Weißenburg in Bayern) 53. Thalmannsfeld (Gemeinde Bergen) 54. Trommetsheim (Gemeinde Alesheim) 55. Übermatzhofen (Stadt Pappenheim) 56. Wachenhofen (Gemeinde Alesheim) 57. Walting (Markt Pleinfeld) 58. Weiboldshausen (Gemeinde Höttingen) 59. Weimersheim (Stadt Weißenburg in Bayern) 60. Zimmern (Stadt Pappenheim) |

## Kfz-Kennzeichen
Am 1. Juli 1956 wurde dem Landkreis bei der Einführung der bis heute gültigen Kfz-Kennzeichen das Unterscheidungszeichen WUG zugewiesen. Es wird im Landkreis Weißenburg-Gunzenhausen durchgängig bis heute ausgegeben.